# Родионов, Андрей Викторович
Андре́й Ви́кторович Родио́нов (род. 9 января 1971, Москва) — российский поэт и драматург, организатор литературного процесса в Москве и других городах.

## Биография
Окончил Московский полиграфический институт. Много лет работал в Музыкальном театре имени Станиславского и Немировича-Данченко в красильном цехе.
Автор 8 поэтических сборников, публиковался в альманахах «Вавилон» и «Авторник», журналах «Новый мир», «Воздух», «Homo Legens» и др. Победитель турнира «Русский слэм» (2002), впоследствии — ведущий поэтических слэм-конкурсов в московских клубах «Билингва», «Жесть». Сотрудничал с idm-проектом «Ёлочные игрушки», с рок-группой «Окраина». Снимался в фильме «Блогер». С 2002 по 2005 член Товарищества мастеров искусств «Осумбез» («Осумасшедшевшие Безумцы»). Директор и куратор литературных фестивалей в Перми, Воронеже, Канске, Москве.
Андрей Родионов — один из самых заметных поэтов, дебютировавших в России в 2000-х годах. Его тексты отличает причудливое сюжетное наполнение, описание случаев из жизни, происшествий, случающихся с людьми, принадлежащими к маргинальным слоям общества, определённая «злободневность»: Родионов часто откликается в своём творчестве на актуальные события. И тематикой, и даже названиями своих книг Родионов подчёркивает свою связь с урбанистической культурой, с городской окраиной. С другой стороны, Родионову принадлежат стихотворения, отличающиеся тонким лиризмом и трагичностью.
Из аннотации к сборнику «Портрет с натуры»:
Поэт Андрей Родионов известен своим жёстким субмаргинальным рэп-лиризмом. Но к 2005 году его творчество трансформировалось в мягкие, пластичные конструкции из «пластилинового стекла и звёздного бетона».
Сюжетность большинства стихотворений Родионова позволяет причислить его к числу поэтов, разрабатывающих так называемый «новый эпос» (Фёдор Сваровский, Всеволод Емелин). Тексты Родионова могут описывать фантастические события: встречу с инопланетянами, вымышленный эпизод из жизни исторического или литературного деятеля; главное — сам захватывающий акт рассказывания или ироническая (а порой и серьёзная) мораль в конце текста.
Также Андрей Родионов известен своей выразительной, иногда театрализованной манерой исполнения текстов. В соавторстве с женой Екатериной Троепольской написал пять пьес в стихах для театра и организовал Фестиваль видеопоэзии «Пятая нога». Исполняет роль Сократа в постановке диалога Платона «Пир» Театра.doc (режиссёр Всеволод Лисовский).

## Премии
- Победитель турнира «Русский слэм» (2002)
- Шорт-лист премии Андрея Белого (2005)
- Лауреат премии «Триумф» (2006)
- Лауреат Григорьевской поэтической премии (2013)
- Лауреат премии журнала «Дети Ра» (2016)

## Сборники
- Добро пожаловать в Москву. — СПб: Красный матрос, 2003.
- Пельмени устрицы. — СПб: Красный матрос, 2004.
- Портрет с натуры. — Екатеринбург: Ультра. Культура, 2005.
- Морро Касл. — М.: Ракета, 2006.
- Игрушки для окраин. — М.: Новое литературное обозрение, 2007.
- Люди безнадежно устаревших профессий. — М.: Новое литературное обозрение, 2008.
- Новая драматургия. — М.: Новое литературное обозрение, 2010.
- Звериный стиль. — М.: Новое литературное обозрение, 2013.
- Поэтический дневник, начатый в день смерти Юрия Мамлеева 25 октября 2015. — М.: Новое литературное обозрение, 2018.
- Флажок. — М.: Новое литературное обозрение, 2022.